# Ізборськ
Ізборськ, Старий Ізборськ (рос. Старый Изборск, Изборск, Избореск, Сбореск, Сборск, Сборц; ест. Irboska) — село в Печорському районі Псковської області Росії, одне з найдавніших міст, згадуване початковим літописцем як центр кривицького населення разом зі Смоленськом і Полоцьком. В Синопсисі київському надано другу назву Ізборська — Сворці . Адміністративний центр зазначеного сільського поселення є «Ізборська волость». Населений пункт розташований на відстані 30 км на захід від м. Пскова, на березі Городищенського озера. До 1920 р. цей населений пункт мав назву Ізборськ (рос. Изборск), а до 1945 р. — Ірбоска (рос. Ирбоска).

## Історія
Згідно книжкової легенді XVII століття «Сказання про Словена і Руса та місто Словенськ», Ізборськ заснований Словеном, сином Гостомисла, який дав йому ім'я на честь Ізбора, сина Словена. За літописом, у 862 році Ізборськ дістався Трувору (молодшому братові Рюрика), який був першим його князем, хоча й недовго. Від часу життя Трувора досі вказують на курган «Труворова могила», старовинний пам'ятник (Труворове городище).
Згідно «Повісті врем'яних літ» перша письмова згадка Ізборська датується 862 роком. Ізборськ примикав спочатку до Полоцька, і деякий час після князювання Трувора Ізборськ управлявся намісниками.
За князювання Ольги (945—960 рр.) Ізборськ став передмістям м. Пскова. З X ст. до XIII ст. про нього немає звісток. Часто згадується місто Ізборськ з 1233 р. у зв'язку з нападами німецьких лицарів Лівонського ордену. Війни з цим орденом тривають близько трьох століть, до початку XVI століття. Часті облоги і пожежі, що супроводжували напади лицарів, змушували жителів часто переселятися з одного місця на інше. У 1330 р. Ізбореск був побудований на новому місці посадником на ім'я Селога разом з псковичами та ізборянами на «Жерав'їй горі», і з того часу до XV століття нова фортеця витримала вісім облог і ні разу не була взята ворогом. Боротьбою з хрестоносцями Ізборськ заслужив славу оплоту землі Псковської і Новгородської, навіть вороги називали його «залізним містом».
У 1510 р. Ізборськ разом з Псковом приєднаний до Московського князівства. Під час облоги Пскова у 1581 р. Ізборськ був зайнятий Річчю Посполитою, однак за Ям-Запольським миром 1582 р. повернений під владу Москви.
У 1708 р. Ізборськ був приписаний до Інґерманландської губернії (в 1710 р. була перейменована в Санкт-Петербурзьку губернію). Від 1719 р. — це повітове місто Псковської провінції Санкт-Петербурзької губернії, а з 1777 р. — заштатне безповітове містечко Псковської губернії.
У 1920 р. за Тартуському мирним договором між РРФСР та Естонською республікою Ізборськ відійшов до Естонії, став частиною повіту «Петсерімаа» (ест. Petserimaa) і адміністративним центром волості «Ірбоска» (вона ж «Ізборська волость», ест. Irboska vald), перетвореної в 1939 р. на волость «Лінузе» (ест. Linnuse vald). Після окупації Естонії армією СРСР в 1940 році селище Ізборськ залишалося в межах адміністративних кордонів Естонської РСР.
Від серпня 1941 р. до серпень 1944 р. Ізборськ був окупований нацистською Німеччиною (адміністративно підпорядковувався Рейхскомісаріату «Остланд»).
У січні 1945 р. був переданий Псковській області РРФСР.
У 1966 р. в Ізборську знімалася стрічка кінофільму «Андрій Рубльов».
З 1996 р. це туристичний центр, державний історико-культурний та природно-ландшафтний музей-заповідник.

## Ізборський клуб
У дні святкування 1150-річчя Ізборська 8 вересня 2012 року в Приказних палатах Псковського Кремля був відкритий експертний «Ізборський клуб».
Клуб об'єднав політологів, філософів, громадських діячів, журналістів, духовенство, які поділяють ідею зміцнення російської державності. У роботі клубу взяли участь Олександр Проханов, Олександр Дугін, Леонід Івашов, архімандрит Тихон Шевкунов, Сергій Черняховський, Андрій Фурсов, Михайло Дєлягін, Наталія Нарочницька, Володимир Мединський, губернатор Псковської області Андрій Турчак.

## Відомі уродженці
- Дерюгін Костянтин Михайлович (1878—1938) — російський гідробіолог.
- Шведов Михайло Матвійович (1878—?) — педагог, архівіст.